# 쑹원페이
쑹원페이(宋汶霏, 송문비, 1985년 5월 30일 ~ 2013년 3월 3일)는 중화인민공화국의 배우이다. 자궁암으로 사망하였다. 향년 29세.

## 작품

### 드라마
- 무용수
- 머나먼 그곳

### 영화
- 당백호점추향2